# Giuseppe Platamone
Giuseppe Platamone (Trapani, 8 luglio 1876 – Trapani, 3 novembre 1930) è stato un politico e dirigente sportivo italiano.

## Biografia
Figlio di Enrico, il marchese Platamone fu un appassionato di sport, apprezzato schermidore ma anche pianista. Contribuì allo sviluppo di varie attività agonistiche a Trapani, dal ciclismo al podismo e naturalmente la scherma e il calcio, con l'Unione Sportiva Trapanese, di cui divenne presidente nel 1908. Dal 1920 al 1921 rivestì l'incarico di viceconsole onorario della Svezia.
Aderì al fascismo e dal 1928 al 1930 fu podestà di Trapani. Finanziò personalmente l'erezione della "Stele d'Anchise", completata ed inaugurata il 23 ottobre del 1930 in occasione del bimillenario della nascita di Virgilio. La stele fu eretta a Pizzolungo, il luogo dove ipoteticamente sarebbe sbarcato Enea e dove secondo il poema virgiliano fu sepolto Anchise.